# Lara Kretschmer
Lara Kretschmer (* 29. August 2001) ist eine deutsche Volleyballspielerin.

## Karriere
Kretschmer spielte von 2017 bis 2019 mit der SG Rotation Prenzlauer Berg in der Zweiten Liga Nord. Parallel dazu kam die Mittelblockerin beim VC Olympia Berlin in der ersten Liga zum Einsatz. Von 2020 bis 2025 studierte sie an der University of North Carolina at Charlotte und spielte in der Universitätsmannschaft Charlotte 49ers. 2025 wurde sie vom Erstliga-Aufsteiger Skurios Volleys Borken verpflichtet.